# 日本白姑鱼
日本白姑魚（学名：Argyrosomus japonicus），又名日本銀身䱛、七星鮸、巨鮸、大白姑鱼，为石首魚科白姑魚屬下的一个种。该物种的模式产地在日本西南沿岸。

## 分布
本魚分布在印度西太平洋區，包括東非、南非、阿拉伯海、模里西斯、印度、巴基斯坦、日本、韓國、台灣、中國東海、南海、香港、越南等海域。

## 深度
水深5至150公尺。

## 特徵
本魚吻不突出，口裂大，端位，傾斜，上下頜等長，上頜骨很長，其後緣伸達眼眶後緣之後。上頜外列齒最大，其餘內列細小。下頜齒內列擴大成犬齒，外列尺細小。尾鰭成「S形」。體側銀灰色，腹部銀白色，體側具有背向下方傾斜的暗褐色條紋。背鰭、胸鰭褐色。臀鰭、腹鰭褐黑色，尾鰭褐色，末端較黑。口腔內白色，外緣黃色。鰓腔褐色。背鰭硬棘10至11枚、软条25至30枚；臀鰭硬棘2枚、软条7枚。體長可達181公分。

## 生態
本魚為近海暖溫海域的中下層魚類。肉食性，以魚類、蝦及蟹為食。

## 經濟利用
食用魚，肉質鮮美，適合油炸或糖醋食用，是台灣地區重要的經濟魚類之一。

## 扩展阅读
- 維基物種上的相關：日本銀身䱛